# Takehara, Hiroshima
Takehara  (japanska: 竹原市?, Takehara-shi) är en stad i Hiroshima prefektur i Japan. Staden fick stadsrättigheter 1958.